# Zegrzyn
Zegrzyn – osada w Polsce położona w województwie zachodniopomorskim, w powiecie koszalińskim, w gminie Świeszyno, nad południowym brzegiem Jeziora Niedalińskiego zwanego również „Hajka”. Miejscowość wchodzi w skład sołectwa Zegrze Pomorskie.
Według danych z końca grudnia 1999 r. osada miała 20 mieszkańców.
W latach 1975–1998 miejscowość administracyjnie należała do województwa koszalińskiego.